# El món de Sofia
El món de Sofia (en noruec, Sofies verden, títol original de l'obra), de Jostein Gaarder, és una novel·la que parla del desenvolupament històric de la filosofia en el món occidental. Fou publicada per primer cop l'any 1991.
És la novel·la més coneguda escrita per Jostein Gaarder. Es va convertir en un autèntic best-seller, no només a Europa sinó també a tot el món: fou traduïda a 63 idiomes. Usant com a pretext una trama novel·lesca, l'autor fa una guia bàsica sobre la filosofia occidental. El 1999 es va estrenar una adaptació cinematogràfica  amb el mateix nom, dirigida pel noruec Erik Gustavson, amb guió de Petter Skavlan.

## Argument
Sofia és una noia que aviat complirà 15 anys. Després de tornar de l'institut, troba a la seva bústia una carpeta en la qual li pregunten si desitja fer un curs de filosofia per correspondència. Així comença el món de Sofia. La noia anirà coneixent els grans filòsofs de la història mitjançant el curs que Alberto Knox li imparteix al principi per fullets i més tard amb classes "particulars".
A grans trets, el llibre parla dels mites, dels filòsofs de la natura (Tales, Anaximandre, Anaxímenes, Parmènides, Heràclit, Empèdocles, Anaxàgores…), de Demòcrit, del destí, de Sòcrates, Plató i Aristòtil, i de l'hel·lenisme (cínics, estoics, epicureisme, neoplatonisme i misticisme), de les dues grans civilitzacions (indoeuropeus i semites, amb les seves religions respresentatives: hinduisme i budisme per a la primera, i judaisme, cristianisme i islamisme per a la segona). També el llibre repassa l'edat mitjana (Agustí d'Hipona i Tomàs d'Aquino), el Renaixement, el barroc, Descartes, Spinoza, Locke, David Hume, Berkeley, la Il·lustració, Kant, el romanticisme, Hegel, Kierkegaard, Marx, Darwin, Freud, i el que anomena "el nostre temps", centrant-se en l'existencialisme de Sartre. A més d'explicar l'essència de les seves teories, les vincula de manera conseqüent a través d'un patró de relacions, demostrant com cada enfocament abordava determinades opcions essencials com el racionalisme, l'empirisme i l'idealisme i aclarint com cada sistema filosòfic va sorgir dels seus predecessors. Finalment, però no menys important, resumeix la història de l'univers, el big-bang ('la gran explosió'), la formació de galàxies i la visió del passat que veiem en veure les estrelles.

## Edicions en català
- Gaarder, Jostein. El món de Sofia. Traducció: Ernest Folch Folch.  Empúries, 2014 (Empúries Narrativa). ISBN 978-84-9787-510-3.
- Gaarder, Jostein; Zabus, Vincent; Nicoby. El món de Sofia (novel·la gràfica). Traducció: Queralt Vila Vergés. Còmic (1. La filosofia, de Sòcrates a Galileu ; 2. La filosofia de Descartes fins avui).  Empúries, 2022 (Llibres singulars). ISBN 978-84-18833-54-0.